# Таксіфолін
Таксіфолін (5,7,3',4'-флаван-он-ол), також відомий як дигідрокверцетин,[джерело?] належить до підкласу флаванонолів флавоноїдів, які, у свою чергу, є класом поліфенолів.

## Стереоцентри
Таксіфолін має два стереоцентри на С-кільці, на відміну від кверцетину, який не має жодного. Наприклад, (+)-таксіфолін має (2R,3R)-конфігурацію, що робить його 1 із 4 стереоізомерів, які містять 2 пари енантіомерів.

## Поширеність у природі
Таксіфолін міститься в неклейкому рисі, відвареному з бобами адзукі (адзукі-меші).
Його можна знайти в хвойних деревах, таких як сибірська модрина, Larix sibirica, в Росії, у Pinus roxburghii, у Cedrus deodara та в китайському тисі, Taxus chinensis var. mairei.
Він також міститься в екстракті силімарину з насіння розторопші.
Таксіфолін міститься в оцтах, витриманих у вишневому дереві.
Таксіфолін і флавоноїди в цілому можна знайти в багатьох напоях і продуктах. Зокрема, таксіфолін міститься в продуктах рослинного походження, таких як фрукти, овочі, вино, чай і какао.

## Фармакологія
Таксіфолін не є мутагенним і менш токсичним, ніж споріднена сполука кверцетин. Він діє як потенційний хіміопрофілактичний агент, регулюючи гени через ARE-залежний механізм. Показано, що таксіфолін пригнічує ріст клітин раку яєчників залежно від дози. Однак у цьому ж дослідженні таксіфолін був найменш ефективним флавоноїдом у інгібуванні експресії VEGF. Існує також сильна кореляція (з коефіцієнтом кореляції 0,93) між антипроліферативними ефектами похідних таксіфоліну на фібробласти шкіри мишей і клітини раку молочної залози людини.
Показано, що таксіфолін має антипроліферативну дію на багато типів ракових клітин шляхом інгібування ліпогенезу ракових клітин. Інгібуючи синтазу жирних кислот у ракових клітинах, таксіфолін здатний запобігати росту та поширенню ракових клітин.
Таксіфолін також купірує ефекти гіперекспресії Р-глікопротеїну, що запобігає розвитку хіміорезистентності. Таксіфолін робить це шляхом інгібування родаміну 123 і доксорубіцину.
Здатність таксіфоліну стимулювати утворення фібрил і сприяти стабілізації фібрилярних форм колагену може бути використана в медицині. Таксіфолін також пригнічував клітинний меланогенез так само ефективно, як арбутин, один з найбільш широко використовуваних гіпопігментуючих агентів у косметиці. Однак арбутин діє як кверцетин надзвичайно мутагенний, канцерогенний і токсичний.
Таксіфолін також підвищує ефективність звичайних антибіотиків, таких як левофлоксацин і цефтазидим in vitro, які мають потенціал для комбінованої терапії пацієнтів, інфікованих метицилін-резистентним Staphylococcus aureus (англ. MRSA).
Таксіфолін може діяти як протизапальний засіб завдяки своїй здатності пригнічувати синтез циклооксигенази шляхом блокування синтезу простагландинів. Циклооксигенази перетворюються на попередники простагландинів.
Як і інші флавоноїди, таксіфолін здатний функціонувати як протигрибковий засіб, блокуючи численні шляхи, які сприяють росту та розмноженню грибів.
Було також встановлено, що таксіфолін знижує інгібітор кишкової рухливості, особливо коли протидіє верапамілу.
Було також показано, що таксіфолін є антигіперліпідемічним за рахунок підтримки нормального ліпідного профілю печінки та підтримання екскреції ліпідів на нормальному рівні. Таксіфолін запобігає гіперліпідемії шляхом зниження етерифікації клітинного холестерину, синтезу фосфоліпідів і триацилгліцерину.
Було встановлено, що таксіфолін, як і багато інших флавоноїдів, діє як невибірковий антагоніст опіоїдних рецепторів, хоча і з дещо слабкою спорідненістю. Таксіфолін демонструє багатообіцяючу фармакологічну активність у лікуванні запалення, пухлин, мікробних інфекцій, окисного стресу, серцево-судинних захворювань і розладів печінки.
Встановлено, що таксіфолін діє як агоніст рецептора адипонектину 2 (англ. AdipoR2).

## Метаболізм
Фермент таксіфолін 8-монооксигеназа використовує таксіфолін, NADH, NADPH, H+ і O2 для виробництва 2,3- дигідрогоссипетина, NAD +, NADP + і H2O.
Фермент лейкоціанідиноксигеназа використовує лейкоціанідин, альфа-кетоглутарат і O2 для виробництва цис -дигідрокверцетину, таксіфоліну, сукцинату, CO2 і H2O.

### Глікозиди
Астильбін є 3-O-рамнозидом таксіфоліну. Таксифолін дезоксигексозу можна знайти у фруктах асаї.
Ізомери 3-O-глюкозиду таксіфоліну були виділені з Chamaecyparis obtusa.
(-)-2,3- транс -дигідрокверцетин-3'-O -β-D-глюкопіранозид, глюкозид таксіфоліну був екстрагований із внутрішньої частини кори Pinus densiflora і може діяти як стимулятор яйцекладки у жука-церамбіцида Monochamus alternatus.
(2S,3S)-(-)-Таксифолін-3-О-β-D-глюкопіранозид виділено з коренів паростків Agrimonia pilosa.
(2R,3R)-Таксифолін-3'-О-β-D-піраноглюкозид виділено з кореневища смілака голого.
Невелику кількість таксіфоліну 4′-O-β-глюкопіраноізиду можна знайти в червоній цибулі.
(2R,3R)-таксифолін 3-O-арабінозид і (2S,3S)-аксифолін 3-O-арабінозид були виділені з листя Trachelospermum jasminoides (зірчастий жасмин).

## Похідні природних сполук
- Дигідрокверцетин-3-О-рамнозид (Астильбін)
- (+)-Лейкоціанідин може бути синтезований з таксіфоліну шляхом відновлення борогідриду натрію.[29]